# Lorenzo da Firenze
Lorenzo da Firenze (Lorenzo Masi, Magister Laurentius de Florentia), italijanski skladatelj, † december 1372 ali januar 1373.
Lorenzo je bil skladatelj in glasbeni predagog italijanskega trecenta. V Firencah je tesno sodeloval s Francescom Landinijem.
O njegovem življenju je malo znanega, nekaj podrobnosti pa je mogoče izluščiti iz zapisov njegove glasbe. V firencah je deloval kot učitelj glasbe in verjetno je bil učitelj samega Landinija. Leta 1348 do smrti je deloval kot kanonik cerkve sv. Lorenza. Njegova dela so shranjena v kodeksu Squarcialupi, ilustriranem rokopisu, ki je najobsežnejši vir italijanske glasbe 14. stoletja. V tem reokopisu je ohranjenih 17 njegovih del, od tega 10 madrigalov, 6 ballat in ena caccia. Poleg tega je napisal tudi nekaj mašnih stavkov (ki so se ohranili do danes) in didaktično skladbo Antefana, njeno besedilo priča o dejstvu, da je bil pedagog.
Slog njegove kompozicije je napreden, včasih tudi eksperimentalen, kljub temu pa pomešan s konservativnimi glasbenimi sredstvi. Čeprav je uporabljal imitacijo, ki je bila tedaj relativno nova tehnika, in heterofono teksturo, tedaj rariteto v evropskem prostoru, je še vedno uporabljal vzporedne kvarta in kvinte. Križanja glasov so v primeru večglasja pogosta; večina njegovih skladb pa je vendarle monofonih. Poleg tega je uporabljal kromatiko do mere, ki je bila v 14. stoletju redkost, vsaj do obdobja skladateljev skupine ars subtilior. V nekaterih njegovih skladbah je opazen vpliv francoske glasbe (ars nova), npr. izoritmične pasaže (značilne za Machauta, vendar redke v italijanski glasbi). Tudi nekaj notacijskih domislic daje slutiti povezavo s Francijo.